# 玉前神社
玉前神社（たまさきじんじゃ）は、千葉県長生郡一宮町一宮にある神社。式内社（名神大社）、上総国一宮。旧社格は国幣中社で、現在は神社本庁の別表神社。

## 祭神
祭神は次の1柱。
- 玉依姫命 （たまよりひめのみこと）
社伝では、玉依姫命は海からこの地に上がり、豊玉姫命から託された鵜葺草葺不合命を養育した。のち鵜葺草葺不合命と結婚し、神武天皇（初代天皇）らを産んだとされる。

『延喜式』神名帳を始めとして文献上は祭神は1座とされているが、古社記には鵜茅葺不合命の名が併記されている。そのほかに『大日本国一宮記』では前玉命とし、また天明玉命とする説もあった。

## 歴史

### 概史
永禄年間（1558年-1570年）の戦火により社殿および古記録等が焼失したため、創建年代は不明。他の文献等により、少なくとも鎮座以来1,200年以上経過していることは間違いないとされる。
延長5年（927年）成立の『延喜式神名帳』では、上総国埴生郡に「玉前神社 名神大」と記載され、名神大社に列している。また、上総国一宮として崇敬を受けたとされる。
江戸時代、貞享4年（1687年）に現在の社殿が造営される。
1871年（明治4年）近代社格制度において国幣中社に列した。1900年（明治33年）と1923年（大正12年）には社殿等の改修が行われた。

### 神階
- 貞観10年（868年）7月27日、従五位上勲五等から従四位下勲五等 （『類聚国史』） - 表記は「玉崎神」。
- 元慶元年（877年）5月17日、従四位上勲五等から正四位下勲五等 （『日本三代実録』） - 表記は「玉埼神」。
- 元慶8年（884年）7月15日、正四位上勲五等 （『日本三代実録』） - 表記は「玉崎神」。

## 境内
社殿は本殿・幣殿・拝殿がつながった権現造である。いずれも江戸時代の貞享4年（1687年）の造営で、千葉県指定文化財に指定されている。

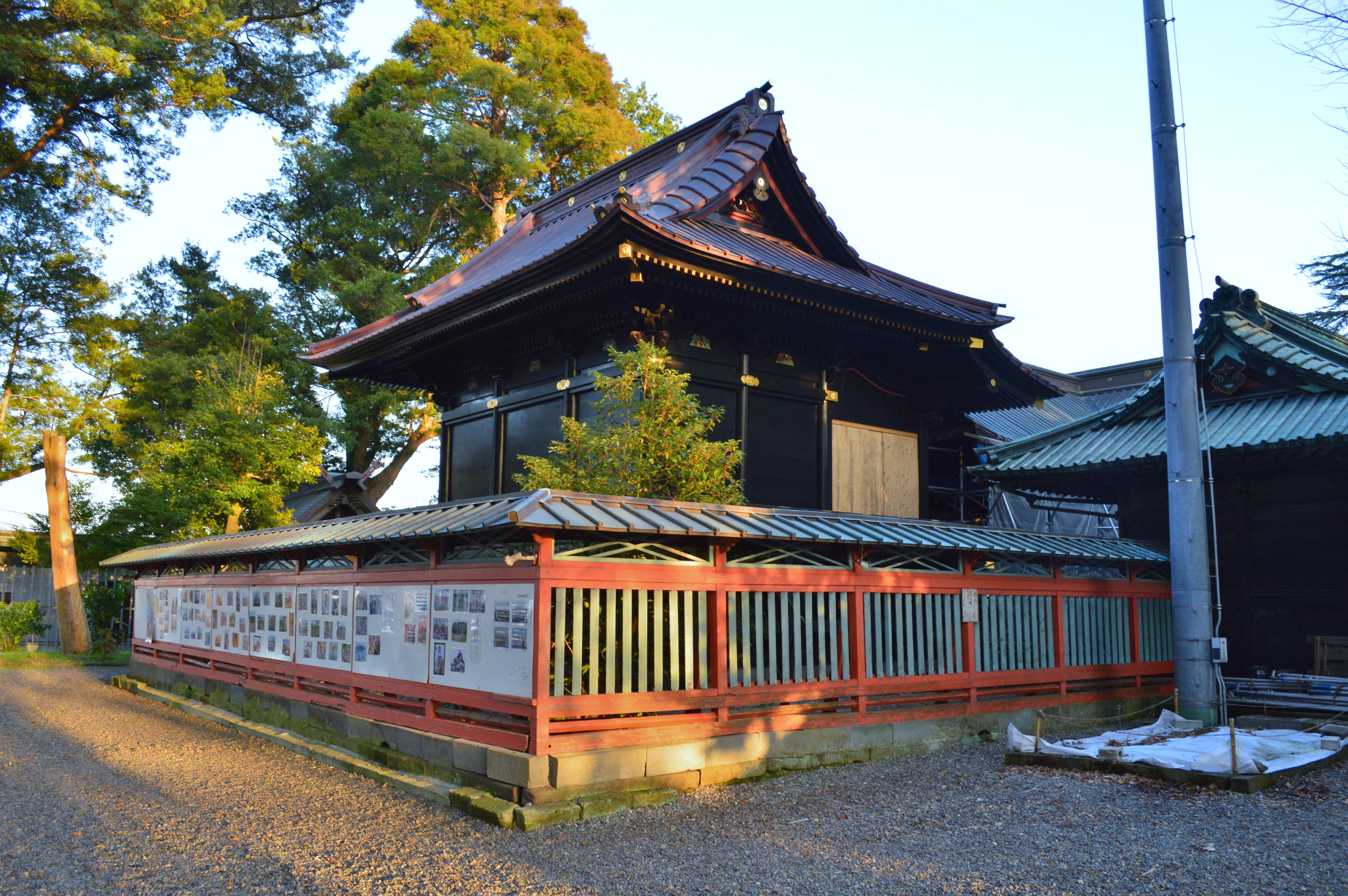
本殿
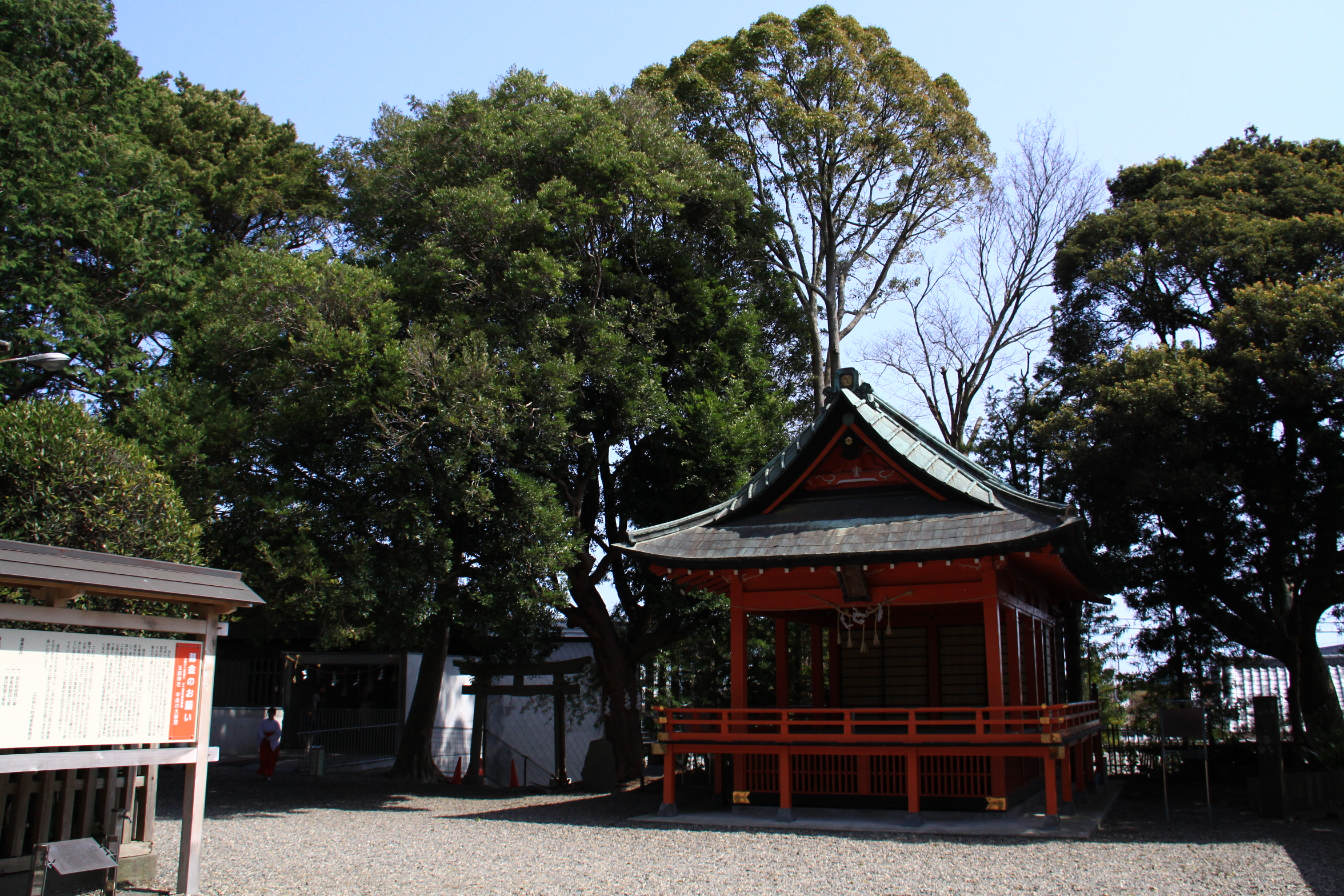
境内
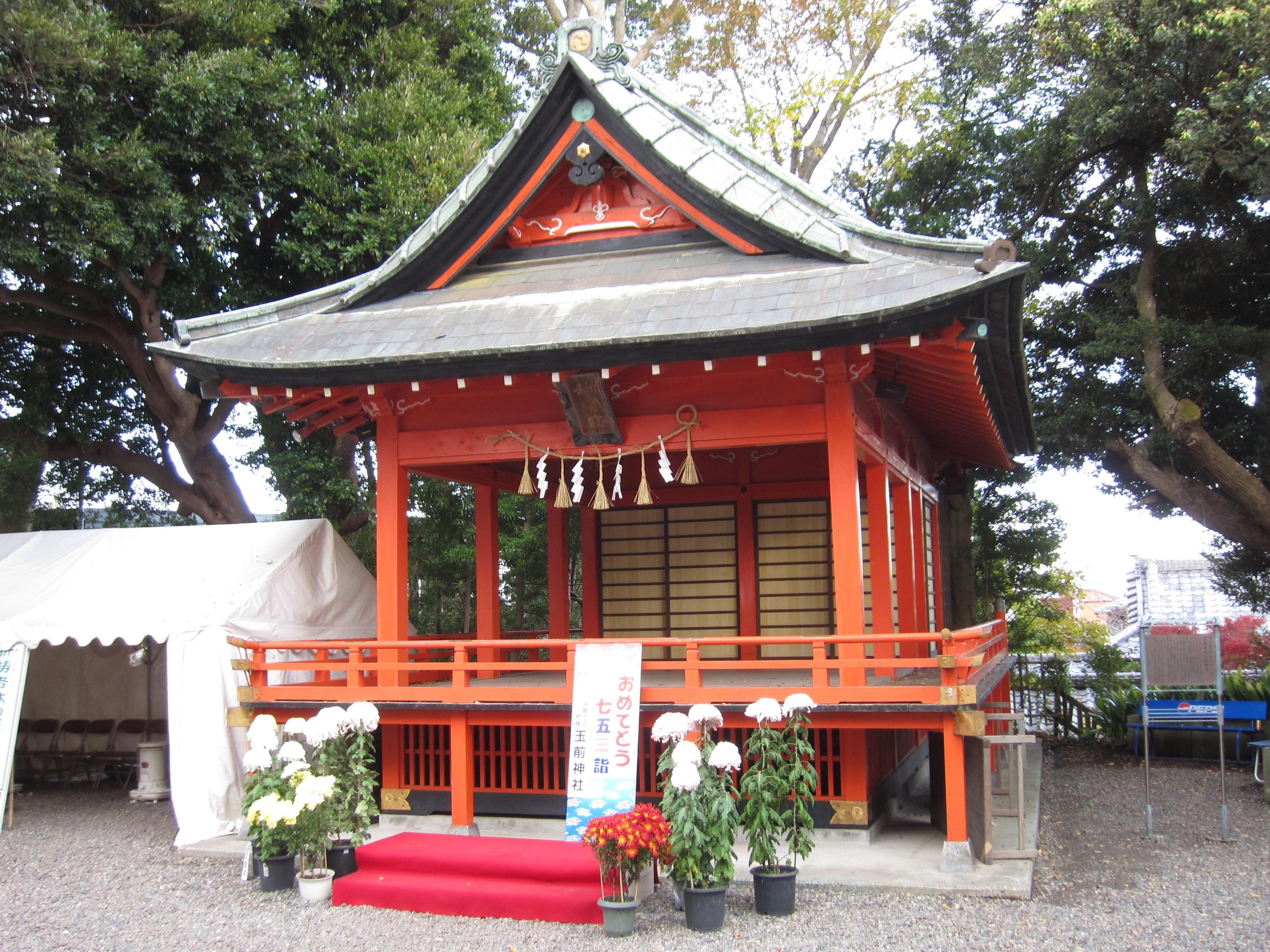
神楽殿
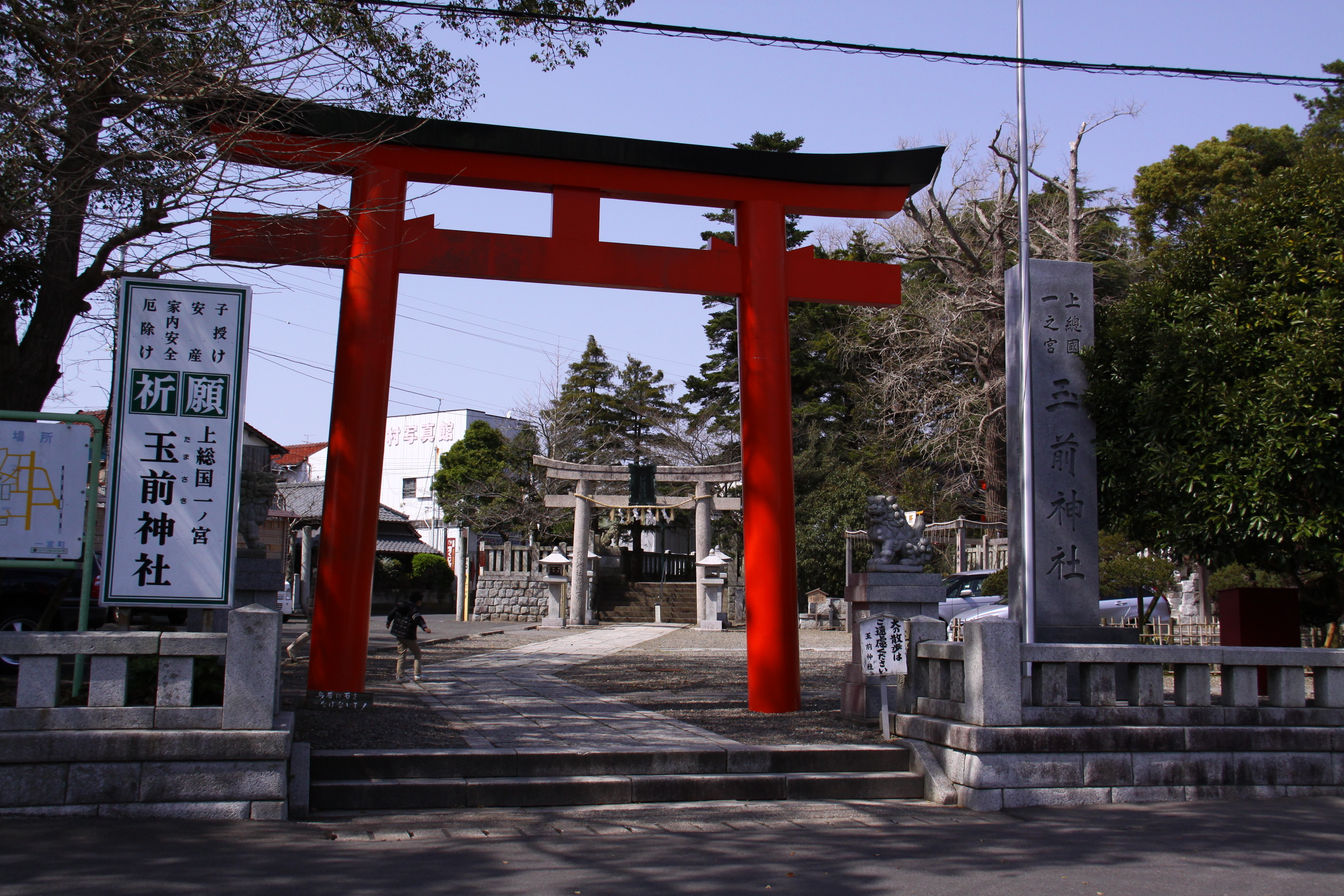
一の鳥居
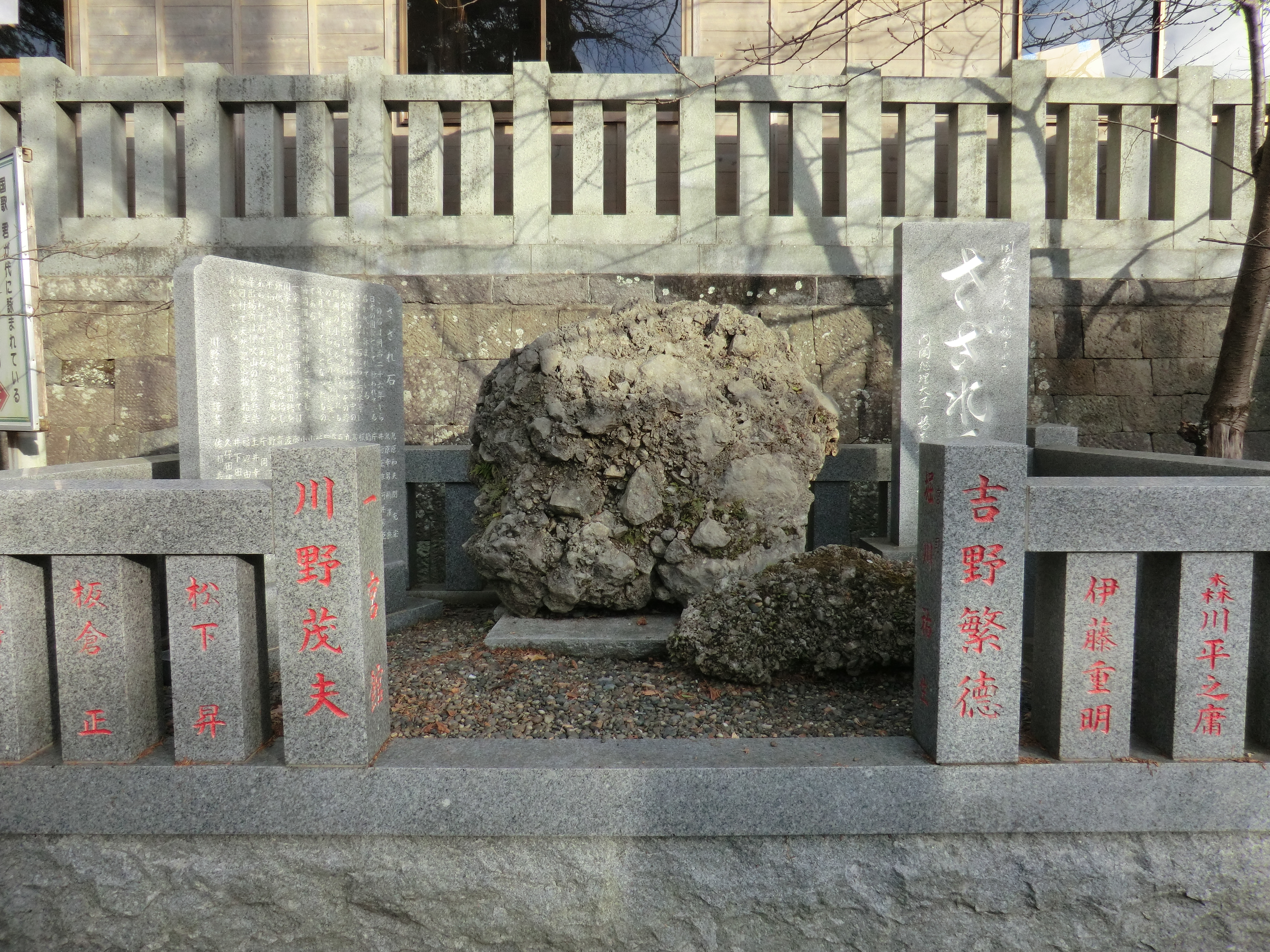
境内にある「さざれ石」

## 摂末社
- 招魂殿 - 祭神：一宮出身の戦没者325柱。
- 十二社 - 一宮町内にあった12社を合祀。
- 三峯神社

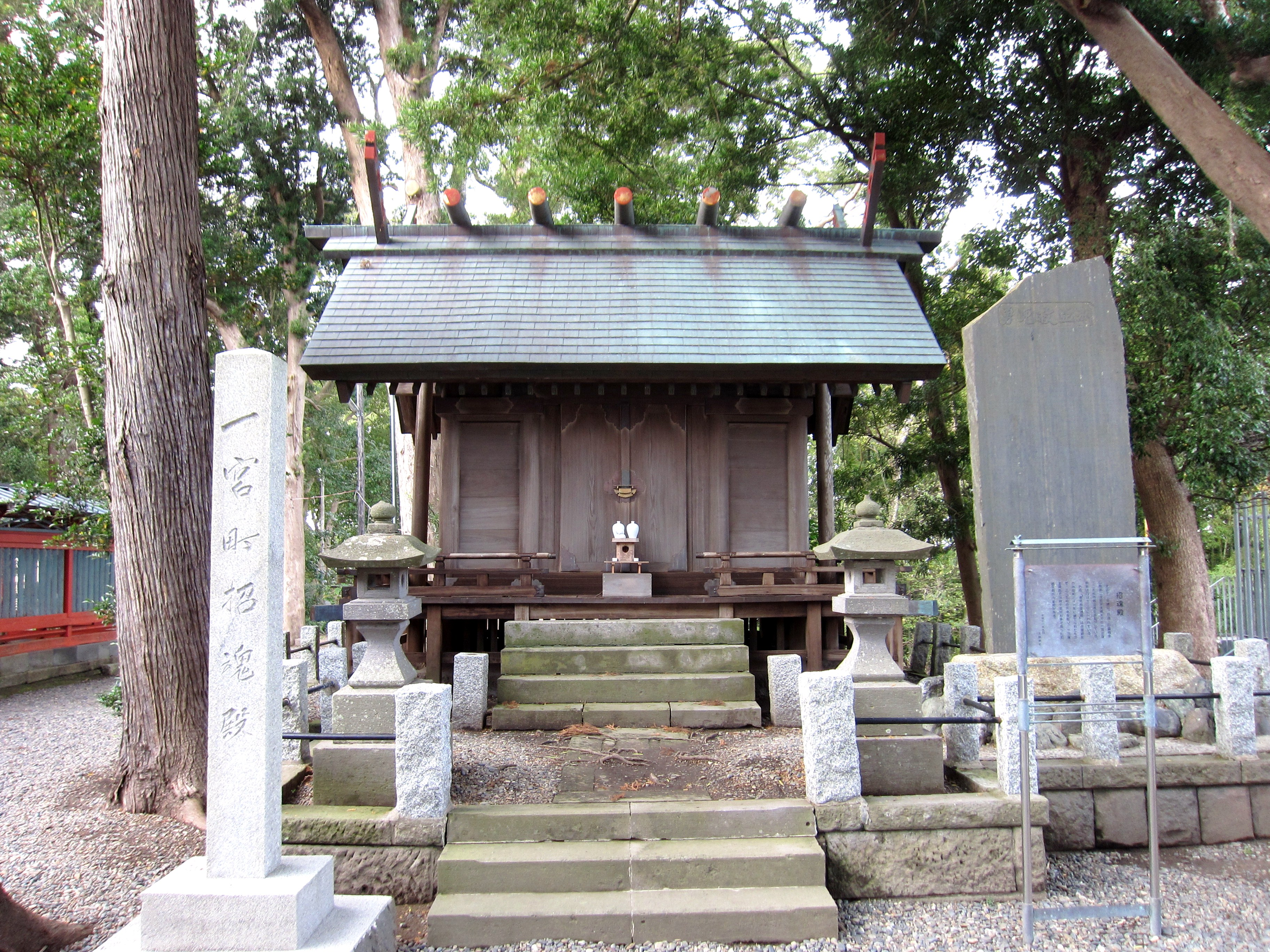
招魂殿
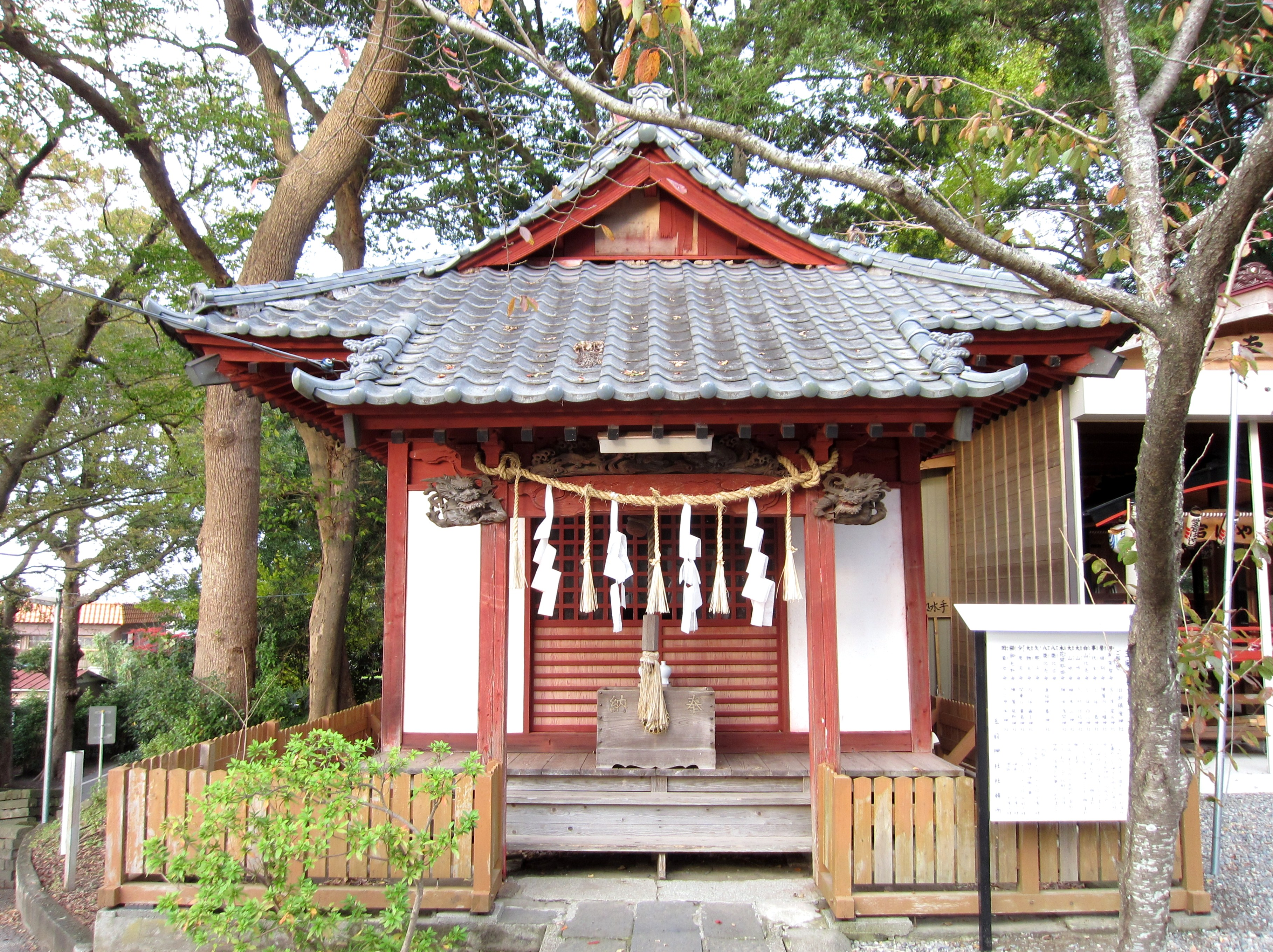
十二社
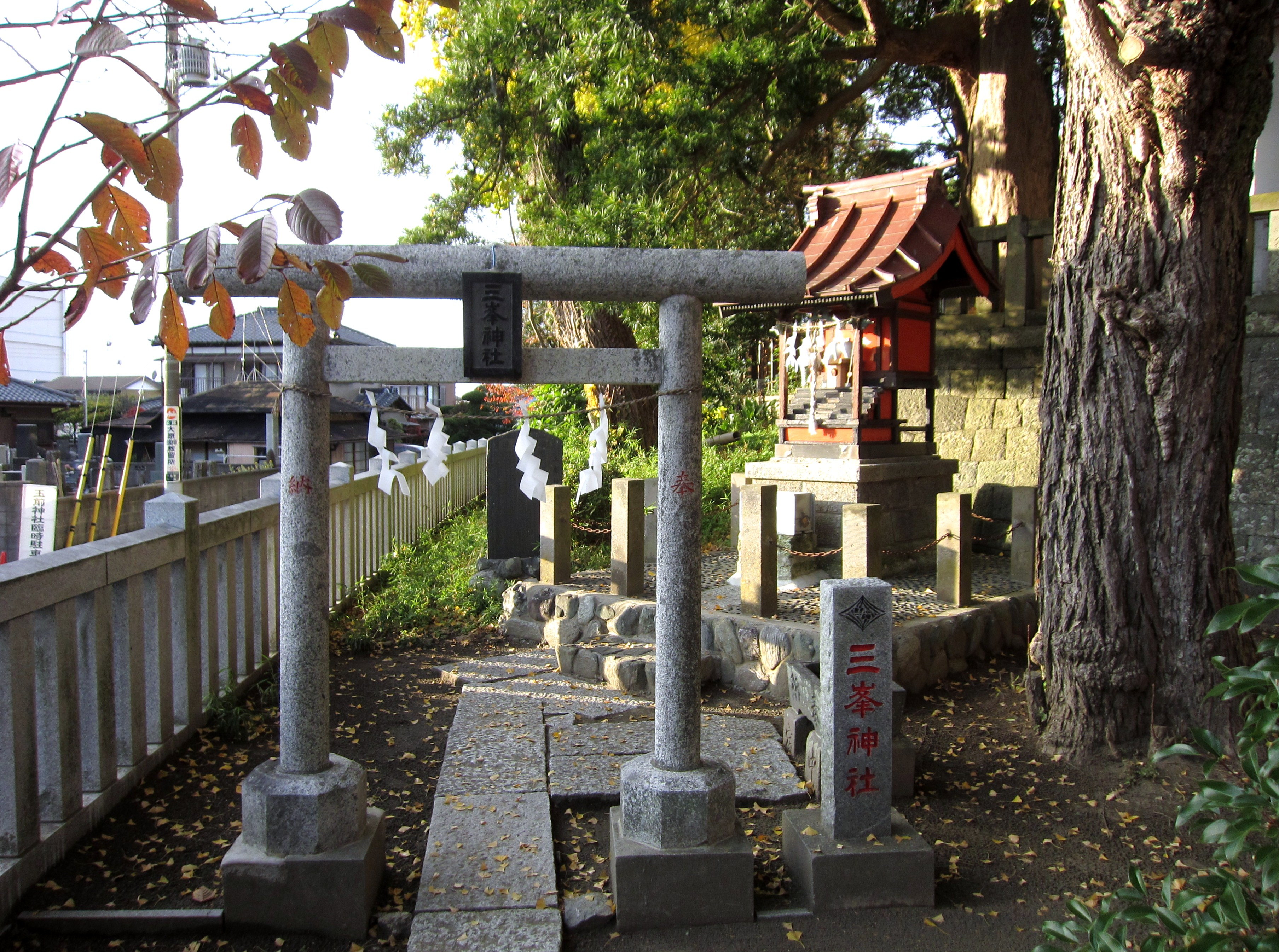
三峯神社

## 祭事

### 例祭
例祭は9月13日に行われる。「上総十二社祭り」または「上総裸祭り」といわれる裸祭り。千葉県の無形民俗文化財指定。

### 上総神楽
約300年近い歴史を持つ太太神楽。かつては36座あったが現在は25座を伝承。年に数度奉納される。千葉県の無形民俗文化財指定。

## 文化財

### 重要文化財（国指定）
- 梅樹双雀鏡 （ばいじゅそうじゃくきょう）（工芸品） - 千葉県立中央博物館大多喜城分館に寄託。昭和28年11月14日指定。

### 千葉県指定文化財
- 有形文化財
  - 玉前神社社殿と棟札（建造物） - 平成8年3月22日指定。
- 無形民俗文化財
  - 玉前神社神楽 - 昭和33年4月23日指定。
  - 上総十二社祭り - 平成15年3月28日指定。

### 一宮町指定文化財
- 有形文化財
  - 萌黄縅胴丸（工芸品） - 千葉県立中央博物館大多喜城分館に寄託。昭和56年6月17日指定。
  - 松喰鶴鏡（工芸品） - 千葉県立中央博物館大多喜城分館に寄託。昭和52年10月28日指定。
  - 蓬莢鏡（工芸品） - 千葉県立中央博物館大多喜城分館に寄託。昭和52年10月28日指定。
  - 里見義頼寄進状（古文書） - 千葉県立中央博物館大多喜城分館に寄託。昭和52年10月28日指定。
- 史跡
  - 芭蕉の句碑 - 平成4年1月14日指定。
- 天然記念物
  - イヌマキの群生 - 昭和62年7月14日指定。

## 現地情報
所在地
- 千葉県長生郡一宮町一宮3048

交通アクセス
- 鉄道：JR東日本外房線 上総一ノ宮駅 （徒歩7分）
- 車：首都圏中央連絡自動車道（圏央道） 茂原長南IC

周辺
- 観明寺 - 元別当寺。金毘羅堂（一宮町指定文化財）は明治12年（1879年）に玉前神社境内から移築。